# Droga wojewódzka 113
Die Droga wojewódzka 113 (DW 113) ist eine Woiwodschaftsstraße in Polen, die vom Ostufer der Oder (gegenüber von Police (Pölitz)) in östliche Richtung über Goleniów (Gollnow) nach Maszewo (Massow) führt. Ihre Gesamtlänge beträgt 35 Kilometer.
Die DW 113 verläuft innerhalb der Woiwodschaft Westpommern,  durchzieht den Kreis Goleniów (Gollnow) und trifft in Maszewo auf die DW 106.

## Straßenverlauf
Woiwodschaft Westpommern

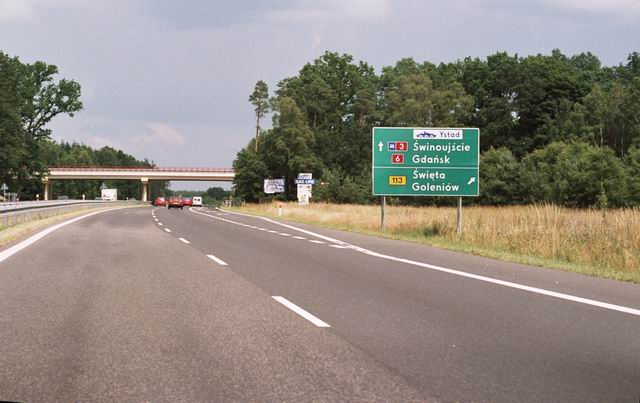
Ausfahrt von der S3/S 6 zur DW 113 bei Goleniów

- Powiat Goleniowski (Kreis Gollnow)
  - Święta (Langenberg)
  - Bolesławice (Fürstenflagge)
  - Modrzewie (Grünhorst) (DW 112 Stepnica (Stepenitz))

- o Straßenbrücke über die (hier vereinten) Schnellstraßen S3 und S6 o
  - Goleniów (Gollnow) (S 3 = Europastraße 28 → Świnoujście (Swinemünde) bzw. → Pyrzyce (Pyritz) – Zielona Góra (Grünberg/Schlesien) – Legnica (Liegnitz) – Jelenia Góra (Hirschberg) – Jakuszyce (Jakobsthal)/Tschechien, und S 6 = Europastraße 65 → Szczecin (Stettin) – Kołbaskowo (Kolbitzow)/Deutschland (Bundesautobahn 11 Richtung Berlin) bzw. → Koszalin (Köslin) – Słupsk (Stolp) – Gdynia (Gdingen) – Pruszcz Gdański (Praust))

- ~ Ina (Ihna) ~
- X Staatsbahnlinien 401: Szeczecin-Dąbie (Stettin-Altdamm) – Świnoujście (Swinemünde), 402: Goleniów – Kołobrzeg (Kolberg) – Koszalin (Köslin) und 424: Goleniów – Maszewo (Massow) X
  - Mosty (Speck)
  - Pogrzymie (Birkenwerder)
  - Budzieszowce (Korkenhagen)
  - Jarosławki (Neuendorf)

- X Staatsbahnlinie 424: Goleniów (Gollnow) – Maszewo (Massow) X
  - Maszewo (Massow) (DW 106 →  Nowogard (Naugard) – Golczewo (Gülzow) – Rzewnowo (Revenow) bzw. → Łęczyca (Lenz) – Stargard (Stargard in Pommern) – Pyrzyce (Pyritz))